# Beautourne
Le Beautourne est un ruisseau français du département du Puy-de-Dôme, en région Auvergne-Rhône-Alpes, principal affluent de la Mortagne en rive droite et sous-affluent de la Dordogne.

## Géographie
Le Beautourne prend sa source à 1 015 m d'altitude environ sur la commune de Saint-Sauves-d'Auvergne près du lieu-dit Mazet, à deux kilomètres et demi au nord-ouest du Puy de Lachaud (1 187 m).
Il rejoint la Mortagne en rive droite, trois kilomètres au nord-est de Singles, à 635 m d'altitude. Il traverse globalement l'Artense - à l'ouest de l'Auvergne - de l'est vers l'ouest - à l'ouest des Monts Dore.
Sa longueur est de 11 km. Il n'a pas d'affluent référencé.

## Communes et cantons traversés
Dans le seul département du Puy-de-Dôme, le Beautourne traverse quatre communes, soit dans le sens amont vers aval : Saint-Sauves-d'Auvergne (source), Avèze, Tauves et Singles (confluence). En termes de cantons, le Beautourne prend sa source et conflue dans le même canton de Tauves, dans l'arrondissement d'Issoire.

## Hydrologie
Le Beautourne fait partie du bassin versant de la Mortagne, qui s'étend sur 43 km2. Le rang de Strahler est de un. L'organisme gestionnaire est l'EPTB Dordogne.

## Écologie
La qualité des eaux était bonne ou excellente en 1998.

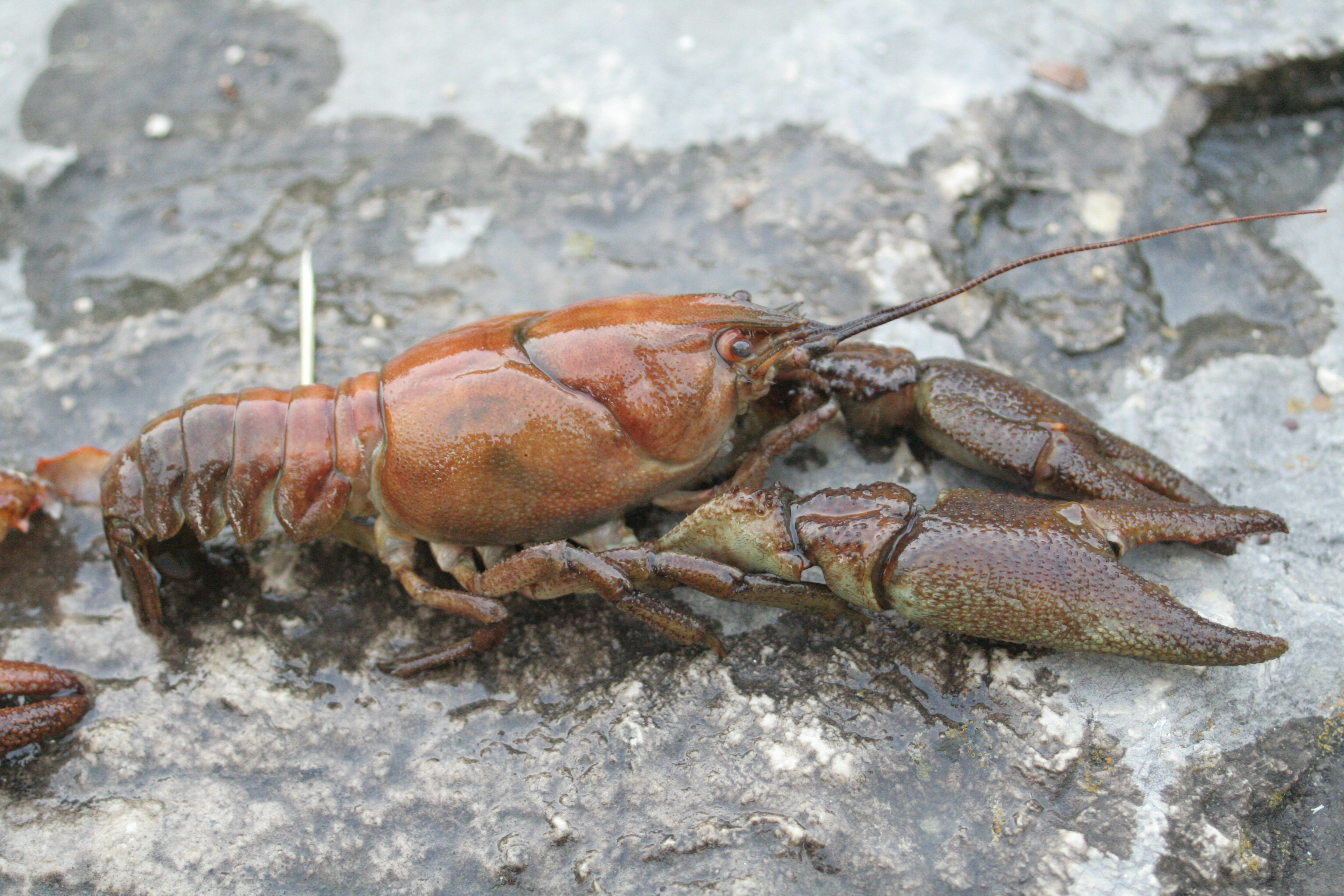
Une écrevisse à pattes blanches.

Le Beautourne, tout comme la Mortagne, est répertorié dans le réseau Natura 2000 comme site important pour l'écrevisse à pattes blanches.